# Amina Bazindre

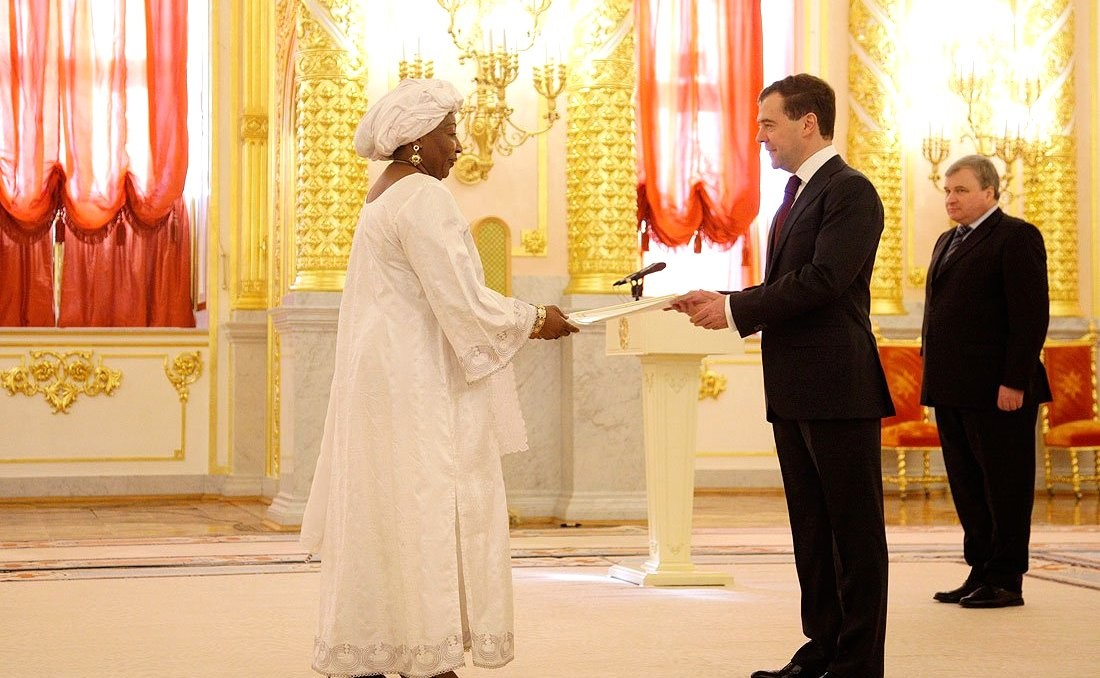
Bazindre trình bày thông tin của mình cho Dmitry Medvedev vào tháng 2 năm 2010.

Amina Djibo Bazindre (sinh ngày 28 tháng 1 năm 1955) là một nhà ngoại giao người Niger. Vào ngày 5 tháng 2 năm 2010, bà đã trở thành Đại sứ của Niger tại Nga.

## Tiểu sử
Năm 2005, Amina Bazindre được liệt kê là Đại sứ của Niger tại Hungary trên trang web của Bộ Ngoại giao Hungary.
Vào ngày 5 tháng 2 năm 2010, bà trở thành Đại sứ của Niger tại Nga.
Vào tháng 1 năm 2011, bà được Angela Merkel và Christian Wulff nhận làm Đại sứ của Niger tại Đức. Trách nhiệm của bà cũng bao gồm một đại diện ngoại giao ở Slovakia.
Vào tháng 12 năm 2011, bà cũng được bổ nhiệm làm Thanh tra các dịch vụ ngoại giao và lãnh sự quán của Nigeria. Vào tháng 4 năm 2013, bà được bổ nhiệm làm Tổng thư ký của ủy ban quốc gia của Francophonie.
Trên trang web của Bộ Ngoại giao România, Amina Bazindre được liệt kê là Đại sứ của Nigeria tại România (2018).